# Austrobaileya scandens
Austrobaileya scandens és una espècie de plantes amb flors, l'única del gènere Austrobaileya, que adopta la forma de liana, i de la família Austrobaileyaceae. És endèmica dels boscos tropicals plujosos de Queensland, Austràlia.
A. scandens' és una espècie de liana que pot arribar a fer 15 m de llargada. Les fulles són coriàcies i produeixen olis essencials. La pol·linitzen dípters i per atraure'ls les flors fan olor de peix podrit.